# 覚尋
覚尋（かくじん、長和元年（1012年）- 永保元年10月1日（1081年11月4日））は、平安時代中期の延暦寺の僧。父は左馬頭藤原忠経（権大納言藤原道頼の子）。

## 生涯
第32代天台座主の明快の入室弟子としてその門下に学ぶ。承保2年（1075年）から始まった法勝寺の造営に当たってはその導師を務め、承暦元年（1077年）の落慶供養の際にはその権別当に就任した。同年、第35代天台座主に就任。権僧正、法成寺座主を歴任し、金剛寿院座主と号した。
護持僧として仕えた後三条天皇、次代の白河天皇からの信任篤く、聖俗多岐に渡る相談事に与った。また、門下に大谷座主こと忠尋を育てている。